# A50-es autópálya (Olaszország)
Az A50-es autópálya egy 33 km hosszúságú autópálya Olaszországban, Lombardia régióban, Milánó körül. Fenntartója az Milano Serravalle - Milano Tangenziali S.p.A.